# Vodacom Series
Het Vodacom Series is een serie van golftoernooien in Zuid-Afrika, dat deel uitmaakte van de Sunshine Tour. Het werd opgericht in 1995 als FNB Pro Series, dat vernoemd werd tot Vodacom Series, in 1997.
In elk seizoen werd er zes golftoernooien plaatsgevonden die opgenomen zijn voor deze series en er werd gespeeld in drie ronden. In het seizoen 2000/01 vond er slechts twee toernooien plaats.
In de eerste twee seizoenen werd er bij elk seizoen twee golftoernooien, de Namibië Open en de Botswana Open, dat niet plaatsvonden in Zuid-Afrika.

## Toernooien & winnaars
| Jaar           | Seizoen        | Nr.            | Naam           | Baan                         | Locatie        | Winnaar              | Score          |
| FNB Pro Series | FNB Pro Series | FNB Pro Series | FNB Pro Series | FNB Pro Series               | FNB Pro Series | FNB Pro Series       | FNB Pro Series |
| -------------- | -------------- | -------------- | -------------- | ---------------------------- | -------------- | -------------------- | -------------- |
| 1995           | 1995/96        | 1              | Eastern Cape   | Port Elizabeth Golf Club     | Port Elizabeth | Schalk van der Merwe | 211 (–8)       |
| 1995           | 1995/96        | 2              | Royal Swazi    | Royal Swazi Spa Country Club | Mbabane        | James Kingston       | 208 (–8)       |
| 1995           | 1995/96        | 3              | Western Cape   | Rondebosch Golf Club         | Kaapstad       | Richard Kaplan       | 214 (–2)       |
| 1995           | 1995/96        | 4              | Free State     | Schoeman Park Golf Club      | Bloemfontein   | Justin Hobday        | 208 (–8)       |
| 1995           | 1995/96        | 5              | Namibië Open   | Windhoek Country Club        | Windhoek       | James Kingston       | 202 (–11)      |
| 1995           | 1995/96        | 6              | Botswana Open  | Gaborone Golf Club           | Gaborone       | Steve van Vuuren     | 198 (–15)      |
| 1996           | 1996/97        | 1              | Eastern Cape   | Port Elizabeth Golf Club     | Port Elizabeth | Ian Hutchings        | 203 (–16)      |
| 1996           | 1996/97        | 2              | Royal Swazi    | Royal Swazi Spa Country Club | Mbabane        | Chris Williams       | 204 (–12)      |
| 1996           | 1996/97        | 3              | Western Cape   | Rondebosch Golf Club         | Kaapstad       | Clinton Whitelaw     | 207 (–9)       |
| 1996           | 1996/97        | 4              | Free State     | Schoeman Park Golf Club      | Bloemfontein   | Clinton Whitelaw     | 200 (–16)      |
| 1996           | 1996/97        | 5              | Botswana Open  | Gaborone Golf Club           | Gaborone       | Des Terblanche       | 203 (–13)      |
| 1996           | 1996/97        | 6              | Namibië Open   | Windhoek Country Club        | Windhoek       | Kevin Stone          | 204 (–9)       |
| Vodacom Series |                |                |                |                              |                |                      |                |
| 1997           | 1997/98        | 1              | Eastern Cape   | Humewood Golf Club           | Port Elizabeth | Des Terblanche       | 205 (–11)      |
| 1997           | 1997/98        | 2              | Mpumalanga     | White River Country Club     | Witrivier      | Robbie Stewart       | 202 (–11)      |
| 1997           | 1997/98        | 3              | Gauteng        | Royal Johannesburg Golf Club | Johannesburg   | John Nelson          | 211 (–5)       |
| 1997           | 1997/98        | 4              | Free State     | Bloemfontein Golf Club       | Bloemfontein   | Dean van Staden      | 205 (–11)      |
| 1997           | 1997/98        | 5              | Western Cape   | Rondebosch Golf Club         | Kaapstad       | Desvonde Botes       | 203 (–13)PO    |
| 1997           | 1997/98        | 6              | Kwazulu-Natal  | Selborne Country Club        | Pennington     | Grant Muller         | 211 (–5)       |
| 1998           | 1998/99        | 1              | Western Cape   | Rondebosch Golf Club         | Kaapstad       | Alan McLean          | 201 (–15)      |
| 1998           | 1998/99        | 2              | Eastern Cape   | Humewood Golf Club           | Port Elizabeth | Sammy Daniels        | 207 (–9)PO     |
| 1998           | 1998/99        | 3              | Kwazulu-Natal  | Prince's Grant Golf Club     | KwaDukuza      | Keith Horne          | 204 (–12)      |
| 1998           | 1998/99        | 4              | Mpumalanga     | White River Country Club     | Witrivier      | Callie Stewart       | 211 (–5)       |
| 1998           | 1998/99        | 5              | Free State     | Schoeman Park Golf Club      | Bloemfontein   | Gary Matthews        | 205 (–11)      |
| 1998           | 1998/99        | 6              | Gauteng        | Royal Johannesburg Golf Club | Johannesburg   | Brenden Pappas       | 202 (–11)      |
| 1999           | 1999/00        | 1              | Gauteng        | Zwartkop Country Club        | Pretoria       | Nico van Rensburg    | 201 (–15)      |
| 1999           | 1999/00        | 2              | Eastern Cape   | Humewood Golf Club           | Port Elizabeth | Ashley Roestoff      | 205 (–11)      |
| 1999           | 1999/00        | 3              | Kwazulu-Natal  | Selborne Country Club        | Pennington     | Hennie Otto          | 202 (–11)      |
| 1999           | 1999/00        | 4              | Mpumalanga     | Hans Merensky Country Club   | Phalaborwa     | André Cruse          | 202 (–14)      |
| 1999           | 1999/00        | 5              | Free State     | Bloemfontein Golf Club       | Bloemfontein   | Desvonde Botes       | 206 (–10)      |
| 1999           | 1999/00        | 6              | Western Cape   | Rondebosch Golf Club         | Kaapstad       | Sean Ludgater        | 204 (–12)      |
| 2000           | 2000/01        | 1              | Gauteng        | Silver Lakes Country Club    | Pretoria       | Nico van Rensburg    | 200 (–16)      |
| 2000           | 2000/01        | 2              | Eastern Cape   | East London Golf Club        | Oost-Londen    | Ryan Reid            | 208 (–11)      |

### Play-offs
- In het seizoen 1997/98, bij de Western Cape, won Desvonde Botes de play-off van Dean van Staden.
- In het seizoen 1998/99, bij de Eastern Cape, won Sammy Daniels de play-off van Ian Palmer.